# 聖母小昆仲會
聖母昆仲會（英語：Marist Brothers），又稱聖母小昆仲會，是一個天主教修會。“Marist”一词的意思是「聖母瑪利亞的小兄弟」，由於聖母昆仲會來華年代久遠，「兄弟」一詞有時亦以文言文中的「昆仲」交替使用。

## 概述

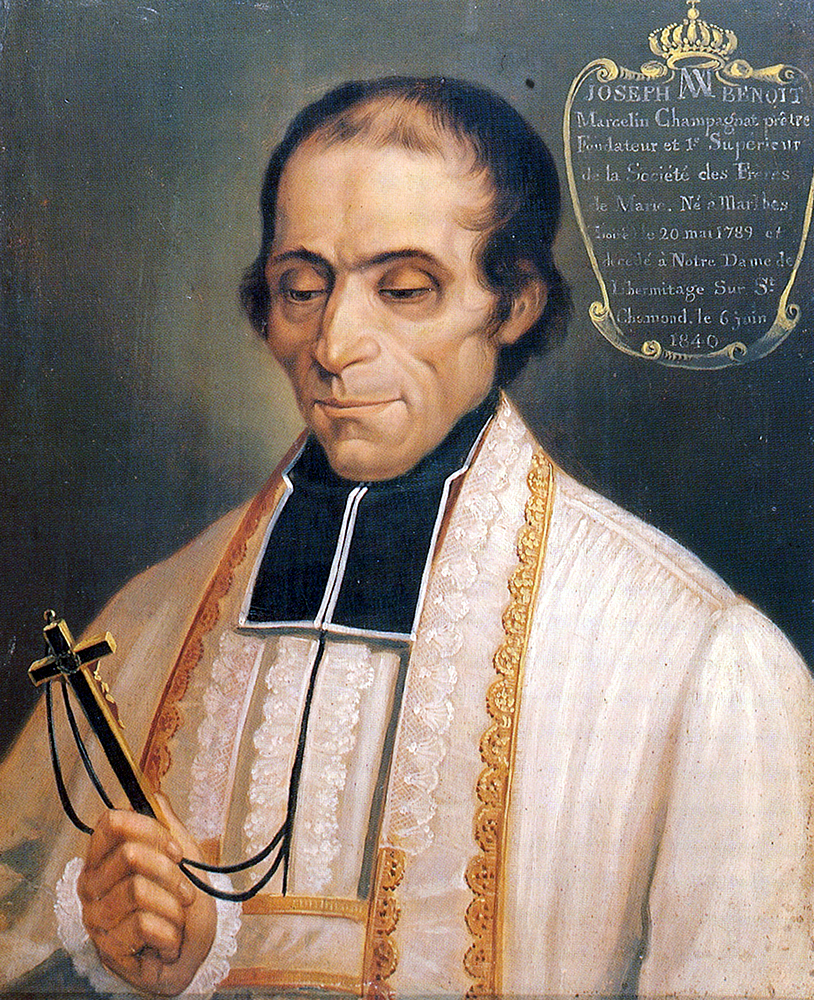
聖母昆仲會創辦人——聖馬塞林·尚巴納

聖母昆仲會是由馬塞林·尚巴納聖母司鐸會神父於1817年1月2日法國里昂創立。
修會自19世紀初期成立以後，以教育青少年為目標，在世界各地設立學校，傳播聖母瑪利亞的福音。小昆仲會現於全球81個國家設有800多所學校，擁有逾3,200名修士，学生60余万人。會中修士不分國籍出身，都以兄弟（Brothers）相稱。小昆仲會的修士都會使用教廷於19世紀初為肯定修會教育使命而特許頒發的FMS（Fratres Maristae a Scolis）封號，亦有稱為Petits Frères de Marie，意指「專門辦教育的聖母瑪利亞小兄弟」。在華語地區，本名「聖母昆仲會」有時也會被謙稱為「聖母小昆仲會」，以表達修士們的卑微態度。
小昆仲會在19世紀到亞洲傳教辦學，當時重點放在中國地區，曾在中國地區創辦和經營了27所學校，主要的據點是北京、天津和上海，也曾在青島等地建立學校。
不論是給中國或是外國學生就讀的學校，修士們都提倡運動─尤其是足球，修士們曾成立了一個足球俱樂部——圣路易斯足球俱乐部。

## 教育精神
修會特別注重教師能否體現修會教育的五大支柱，包括「天主的臨在」（Presence）、「簡樸卑微」（Simplicity）、「一家人」（Family Spirit）、「對工作的愛」（Love of Work），「效法聖母」（in the Way of Mary）。

## 世界各地傳教及教育工作
聖母昆仲會在世界各地從事教育工作，目前在歐洲、非洲、美洲、亞洲和大洋洲五大洲79個國家開辦小學、中學、高等教育院校、學院、工業學校、孤兒院和靜修院。
聖母昆仲會於里昂成立，如今傳教及教育工作遍佈全球。在200年的歷史中，聖母昆仲會在100多個國家傳教，在五大洲79個國家大約有2,500名修士，與超過72,000名平信徒一起工作並分享他們的使命和精神，並共同教育約654,000名兒童和年輕人。
聖母昆仲會現任總會長（Superior General）為Br. Ernesto Sánchez，職責是與總代理（Vicar General）和總理事會（General Council）成員一起領導修會，從羅馬的總部指導世界各地各部門的發展和管理。聖母昆仲會依規模分為兩個主要行政單位，即「會省」或「會區」。各省由一名會長領導，其職責是代表總會長監督和審議各會省。修會轄下現有26個會省、5個會區。

### 亞洲
- 亞洲會區（泰國、孟加拉、柬埔寨、印度、中国和越南）
- 東亞會省（新加坡、馬來西亞、香港、韓國、菲律賓和日本）
- 南亞會省（印度、巴基斯坦和斯里蘭卡）

### 大洋洲
- 海之星會省（Star of the Sea Province）（澳洲、柬埔寨、東帝汶、斐濟、吉里巴斯、新喀里多尼亞、紐西蘭、巴布亞新畿內亞、薩摩亞、所羅門群島和瓦努阿圖）

### 歐洲
- 孔波斯特拉會省（西班牙和葡萄牙）
- 中歐西部會區（比利時、德國、愛爾蘭、荷蘭和英國）
- 伊比利亞會省（西班牙和羅馬尼亞）
- 埃米塔日會省（阿爾及利亞、西班牙、法國、希臘、匈牙利和瑞士）
- 地中海會省（西班牙、意大利、黎巴嫩和敘利亞）

### 北美洲
- 加拿大會區
- 美國會省

### 拉丁美洲
- 巴西中北部會省
- 巴西中南部會省
- 巴西南亞馬遜會省
- 南克魯斯會省（阿根廷、巴拉圭和烏拉圭）
- 安地斯聖瑪利亞會省（玻利維亞、智利和秘魯）
- 中美洲會省（哥斯達黎加、薩爾瓦多、瓜地馬拉、洪都拉斯、尼加拉瓜、波多黎各和古巴）
- 墨西哥中部會省
- 墨西哥西部會省（墨西哥和海地）
- 北安地斯會省（哥倫比亞、厄瓜多和委內瑞拉）

### 非洲
- 南部非洲會省（安哥拉、馬拉維、莫桑比克、南非、贊比亞和辛巴威）
- 西非會省（喀麥隆、查德、科特迪瓦、迦納和利比里亞）
- 中非東部會省（剛果民主共和國、中非共和國、肯亞、盧旺達和坦桑尼亞）
- 馬達加斯加會省
- 尼日利亞會省

## 在香港的發展
1891年，小昆仲會的修士到天津和北京，負責各地主要大學及高等學府的教務；1893年，小昆仲會修士到上海的聖芳濟書院（St. Francis Xavier's College，本是由耶穌會創立的學校）教書，繼而在1895年時接管了整個學校的校務。以后又从耶稣会士手中接管中法学校和若翰纳公学。1949年，在上海共有主母会士48人，其中外籍32人，中国籍16人。
在1950年，中華人民共和國成立之後，將國內的外國教會人士驅逐出境。當時，在上海聖芳濟書院任教的小昆仲會修士來到香港，於九龍城嘉林邊道聖馬丁書院任教。
1954年，香港教育署原本將現為伊利沙伯中學的地皮供修會建造校舍，及後知悉修會幾近身無分文，即收回決定，改為給予修會兩個選擇 ── 在清水灣或大角咀建立校舍。最後，修士們於九龍楓樹街和詩歌舞街交界處（當時被稱為九龍內地段6421〔K.I.L. 6421〕）建立校舍。在這期間，嘉林邊道的校舍便告棄置，同學被安排至九龍鄧鏡波學校暫時上課。1955年12月9日，新建的學校啟用，為表示與上海母校（上海聖芳濟書院，即現在的上海市北虹高級中學）的關係，便將學校命名為「聖芳濟書院」。至今，學校正門的「九龍內地段6421」地界仍然被保留，而且部份修士仍然執教。
1963年，聖母昆仲會在香港的第二所學校荃灣聖芳濟中學創校，與聖芳濟書院為兄弟學校。
現時在港修士有3位。

## 學校
大学
- 澳洲
  - 南澳阿德莱德阿奎那学院（英语：Aquinas College (University of Adelaide)）

学院
- 美國
  - 紐約州波基普西圣母学院

中学
- 中國
  - 上海聖芳濟書院
- 香港
  - 聖芳濟書院
  - 荃灣聖芳濟中學
- 台灣
  - 高雄市私立明誠高級中學
- 新加坡
  - 海星中学：由1954至1955年在怡保三德国民型华文中学任校长的孙光汉修士于1958年创办。[7][8]
- 马来西亚
  - 霹靂州怡保三德国民型华文中学：1950年由圣母会接管。[9]
  - 雪蘭莪八打灵公教国民型华文中学：1956年創辦。[10][11]
  - 砂拉越诗巫公教中学：1960年創辦。[12]
  - 砂拉越古晋圣约瑟国际学校[13]：2017年1月3日开办。[1]

小学
- 馬來西亞
  - 霹靂州怡保三德国民型华文小学：1951年由圣母会接管。[14]

## 外部連結
- Official Website of the Marist Brothers
- Marist Brothers Star of the Sea Province
- Marist Brothers United States Province
- Marist Brothers Province of Brasil Centro-Sul
- Marista Brasil
- Marist Region of Europe